# Triuggio
Triuggio est une commune italienne de la province de Monza et de la Brianza, dans la région Lombardie.

## Administration
| Période                                  | Période | Identité | Étiquette | Qualité |
| ---------------------------------------- | ------- | -------- | --------- | ------- |
|                                          |         |          |           |         |
| Les données manquantes sont à compléter. |         |          |           |         |

### Hameaux
Canonica Lambro, Tregasio, Rancate, Montemerlo, Zuccone, Chignolo.

### Communes limitrophes
Besana in Brianza, Carate Brianza, Correzzana, Albiate, Lesmo, Sovico, Macherio.